# Sataspes cerberus
Sataspes cerberus är en fjärilsart som beskrevs av Semper 1896. Sataspes cerberus ingår i släktet Sataspes och familjen svärmare. Inga underarter finns listade.